# ČSD U 44.101
Die ČSD U 44.101 war eine schmalspurige Tenderlokomotive der Tschechoslowakischen Staatsbahnen (ČSD). Sie entsprach dem Typ 35b von Krauss in München.

## Geschichte
Die Maschine der Reihe U 44.1 war eine von mehreren vierachsigen einheitlichen Schmalspur-Tenderlokomotiven, die 1916 von Krauss in München unter der Werksbezeichnung 35b an verschiedene Werksbahnen in der Zeit vor dem Ersten Weltkrieg für unterschiedliche Aufgabengebiete geliefert wurden.
Für die Bewältigung von größeren Lasten kam nur eine Lokomotive mit vier angetriebenen Achsen in Frage, um gleichzeitig die zulässige Achslast nicht zu überschreiten. Anders als bei der Baureihe U 44.0, die auch an die Borzsatalbahn geliefert wurde, erhielt diese Lokomotive keine Klien-Lindner-Hohlachsen. Der augenscheinlichste Unterschied zu der Lok von Maffei ist, dass die Baureihe U 44.1 Innenrahmen hat. Dadurch ist die Lokomotive nur für größere Halbmesser von 45 m einsetzbar, dürfte aber wesentlich robuster in der Unterhaltung des Laufwerkes gewesen sein.
Von der Werkstype 35 b wurde vom Kriegsministerium vier Lokomotiven für die ehemalige Waldbahn Uschhorod–Radwanka bestellt. Aus Kriegsgründen konnten nur noch zwei Maschinen ausgeliefert werden. Eine Lokomotive wurde von der k.u.k. Heeresbahn beschlagnahmt, die andere war beim Tschechoslowakischen Eisenbahnregiment eingesetzt. Diese Maschine gelangte nach 1918 zu den ČSD.
Die von den ČSD eingesetzte Lokomotive war bis 1937 auf der Waldbahn Uschhorod–Radwanka und bis 1944 auf der Borzsatalbahn im Einsatz.
Nach dem Einsatz bei den ČSD wurde sie von den MÁV als Reihe 494 übernommen. Auf einem Foto ist sie noch 1961 im Einsatz bei dem Heizhaus in Békéscsaba zu sehen.
Eine vom selben Hersteller aus dem gleichen Baujahr stammende Lokomotive ist bei den Eisenbahnfreunden vom Club 760 erhalten geblieben. Die Lokomotive war 1917 unter der Werksnummer 7194 an die Ungarische Bank- und Handels AG in Budapest geliefert worden und dürfte ausschließliche auf Waldbahnen in Rumänien gefahren sein.  Die Maschine befindet sich heute bei der Murtalbahn.